# Chur Unihockey
Chur Unihockey är en innebandyklubb i Schweiz. Klubben bildades 2004 genom en sammanslagning av Fusion Rot-Weiss Chur och Torpedo Chur. Klubben har spelat i Swiss Mobiliar League sedan sammanslagningen.
Svensken Filip Urwäder har ett förflutet i klubben.